# Перссон, Ханс Йоран
Ханс Йо́ран Пе́рссон (швед. Hans Göran Persson; род. 20 января 1949) — шведский политик, премьер-министр Швеции с 1996 по 2006 годы.

## Биография
Перссон родился в Вингокере в Сёдерманланде, в рабочей семье. В молодости собирался стать священником. Окончил технологическую школу в 1969 году, затем изучал социологию в колледже в Эребру, но не завершил высшее образование.
В течение нескольких лет состоял в руководстве Демократического союза молодёжи Швеции. Впервые Перссон был избран в парламент в 1979 году. С тех пор он неоднократно возглавлял парламентские комитеты, занимал пост министра.
В 1996 году Перссон стал премьер-министром Швеции. С того же времени он возглавлял Социал-демократическую партию Швеции. В своей политической программе Перссон подчеркивал важность доступности качественного образования для процветания общества. Активный инициатор просвещения по истории Холокоста, награждён медалью имени Рауля Валленберга.
После поражения на парламентских выборах в сентябре 2006 года от право-центристского Альянса четырёх либерально-консервативных политических партий с лидером Умеренной коалиционной партии Швеции Фредриком Рейнфельдтом во главе, Перссон подал в отставку с поста премьер-министра, председателя партии и ушёл из парламента.
На внеочередном конгрессе Социал-демократической партии 17 марта 2007 года Мона Салин была избрана преемником Перссона на посту председателя.
Перссон занимался активной общественной деятельностью, в частности с 2008 года входил в состав Европейского совета по толерантности и взаимоуважению, занимающегося мониторингом ситуации в сфере толерантности и терпимости в Европе и готовящего предложения и инициативы по этой теме.

## Награды
- Медаль Рауля Валленберга (2001)[6]
- Лауреат премии Софии (2007)
- Кавалер Ордена креста земли Марии 1-й степени (Эстония, 2011)[4].

## Семья
В 1978 году он впервые женился на Гуннель (урожденной Клаэссон), от которой у него две дочери. Они развелись в 1994 году. 10 марта 1994 года он женился на Аннике Бартине, с которой развелся в декабре 2003 года. 6 декабря 2003 года Перссон женился на Анитре Стен, которая стала его третьей женой.